# Owczarek podhalański

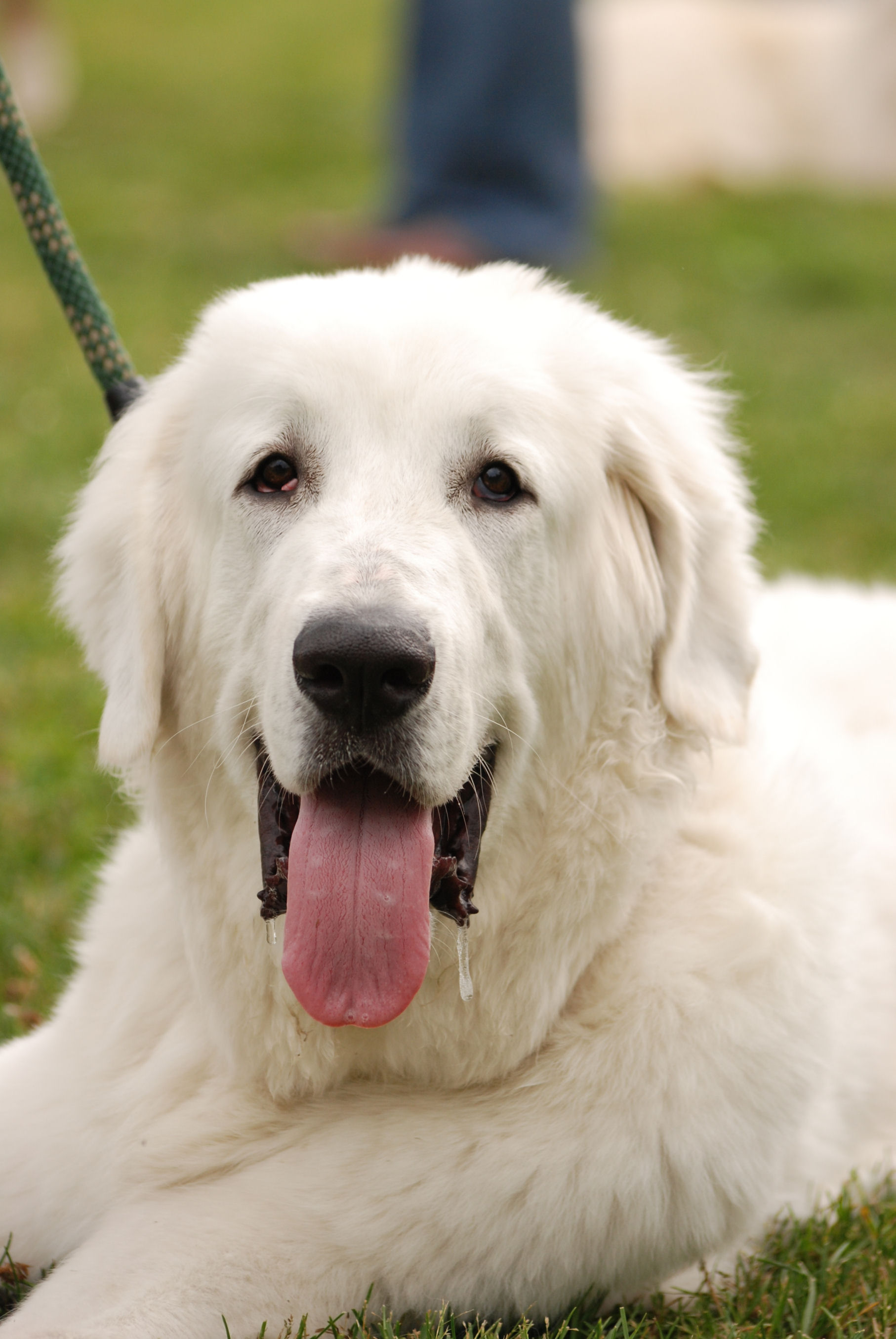
Głowa owczarka podhalańskiego

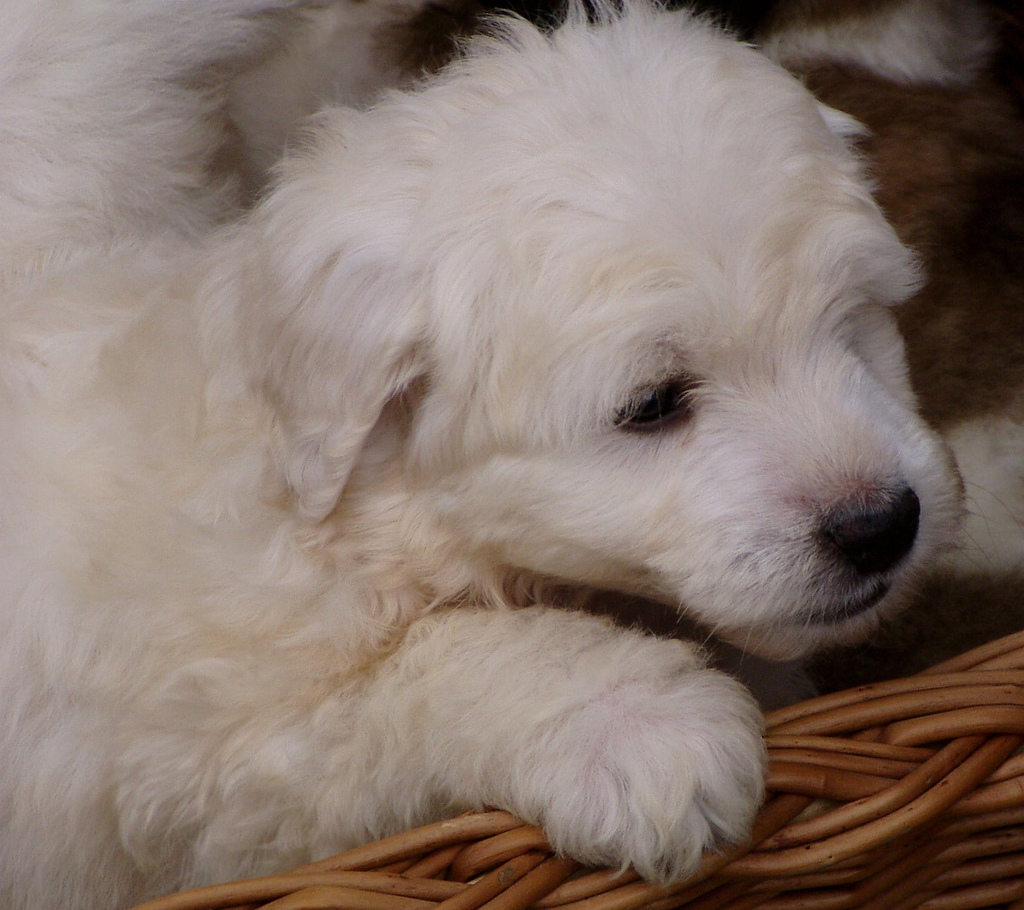
Szczenię owczarka podhalańskiego

Owczarek podhalański – polska rasa psa, w typie psa pasterskiego, według wzorca FCI psy tej rasy nie podlegają próbom pracy. Owczarek podhalański jest jedną z pięciu ras polskich uznanych przez FCI.

## Rys historyczny

### Pochodzenie
Wzmianki na temat białych psów pasterskich występujących w rejonie Podhala pojawiają się w XVII-wiecznej pozycji Oeconomia ruralis et domestica autorstwa Kohlera. Tam też jest informacja, że kiedyś psy te nie pełniły funkcji stricte pasterskich, ale były trzymane do obrony stada przed wilkami i złodziejami, stąd była preferowana ich biała szata, która miała je wyróżniać.
Pierwszy opis poświęcony owczarkowi podhalańskiemu został dokonany w 1938 roku przez W. Wielanda, który nazwał podhalana mianem „owczarka górskiego”, a nazwę zaczerpnął od słowiańskich górali zamieszkujących obszar Beskidów. Wieland był pierwszym obcokrajowcem opisującym tę rasę w rozprawie Die bodenständigen Hütehundeschläge in Polen („Rodzime odmiany psów pilnujących w Polsce”). W tej pozycji autor pisze: „W Karpatach i Tatrach żyją białe psy pasterskie, które bez wątpienia spokrewnione są z węgierskim kuwaszem. Od czasu do czasu wymieniany jest materiał hodowlany między psami żyjącymi po polskiej i słowackiej stronie granicy”.
W rozprawie swojej Wieland załącza także materiały zdjęciowe uzyskane od profesora Marchlewskiego, a które były podpisane jako „psy typu kuwasza z Tatr”. Inny badacz, Ivan Stuchlý uważał, że w ogóle europejskie psy pasterskie są dalekimi potomkami dogów tybetańskich, natomiast pomocą w podtrzymaniu tej teorii miały być udokumentowane losy psów, które przebyły drogę ze wschodu na zachód takich jak: „owczarki południoworosyjskie  i kaukaskie, karabasz w Turcji, carpatin w Rumunii, sarplaninac w Jugosławii, czy kuvash na Węgrzech, owczarek podhalański w Polsce i pomorski pies pilnujący”.
Owczarek podhalański jest bardzo starą rasą regionalną. W drodze selekcji uzyskano białe, duże, odporne i odważne psy charakteryzujące się umiejętnością samodzielnej pracy. Zwierzęta hodowano w izolacji geograficznej w rejonie Tatr, po słowackiej i polskiej stronie gór. Tradycja mówi, że szczególnie dorodne psy pochodziły z okolic słowackiego Liptowa, stąd ich regionalna nazwa – liptoki.
W 2006 roku Koło Naukowe na Wydziale Nauk o Zwierzętach w Szkole Głównej Gospodarstwa Wiejskiego w Warszawie dokonało publikacji „Ocena pokrewieństwa białych psów pasterskich – stróżujących na podstawie badań DNA”. Z badań tam przedstawionych wynikało, że podział jaki dokonało FCI na rozróżnienie ras – tak podobnych do siebie, jak: owczarek podhalański, czuwacz słowacki, kuvasz czy cane da pastore Maremmano-Abruzzese, a które należą do wspólnej grupy I FCI – jest słuszny.

### Początek XX wieku
Kontrolowana hodowla rozpoczęła się od około 1920 roku. Po I wojnie światowej w Polsce na fali euforii niepodległościowej, również podhalańczyki zostały włączone do afirmacji wszystkiego co narodowe. Podhalańczykami zainteresowało się Wojsko Polskie oraz Polski Związek Psów Rasowych i Towarzystwo Miłośników Psa Służbowego. Z początkiem lat trzydziestych XX wieku psy hodowano również poza obszarem ich naturalnego występowania, szczególnie w okolicach Warszawy i Lwowa. Pierwsza wystawa owczarków tatrzańskich odbyła się na Antałówce w dniach 3-5 września 1937 r. Psy oceniał prof. Maurycy Cyryl Trybulski, entuzjasta rasy, który opracował projekt wzorca rasy. Wówczas też daje się wyraźnie zauważyć rozgraniczenie między owczarkiem liptowskim (słowacki czuwacz), a owczarkiem podhalańskim. Po II wojnie światowej, przerywającej wysiłek hodowlany podhalańczyków, a którą populacja przeżyła bez większych strat przynajmniej na Podhalu, kreowaniem rasy zajął się Związek Kynologiczny w Polsce. Sylwetkę owczarka podhalańskiego przedstawia opracowane na początku lat pięćdziesiątych XX wieku godło polskiego związku kynologicznego. Ostatnie zmiany we wzorcu wprowadzono 8 października 1988.

## Użytkowość
Owczarek podhalański jest typowym przedstawicielem dużych psów pastersko - stróżujących, których podstawowym zadaniem było pilnowanie stad przed drapieżnikami i rabusiami. Poza tym owczarki podhalańskie pracując przy wypasie zwierząt pomagały pasterzom przy poszukiwaniu zagubionych zwierząt, przy przepędzaniu stad i pilnowały szałasów pasterskich i domostw. Charakteryzują się przy tym zdolnością samodzielnej pracy. Powyższe zadania zdeterminowały psychikę owczarków podhalańskich, które są z reguły opanowane, ale i czujne, inteligentne, odważne i w razie potrzeby błyskawicznie podejmują akcję obronną. Broniąc swojego stada, terenu czy nawet człowieka są bezkompromisowe i nie znają lęku. Owczarek podhalański powinien być zatem wykorzystywany przede wszystkim przy tradycyjnym wypasie zwierząt w roli stróża i obrońcy, co z jednej strony chroni powierzone jego pieczy stada, a z drugiej zagrożone wyginięciem drapieżniki.
Polski podhalańczyk od lat pomaga góralom w wypasie owiec. Jego praca polega na pilnowaniu stad przed dużymi drapieżnikami, lecz obecnie nie ma to tak dużego znaczenia jak dawniej, gdyż populacja niedźwiedzi i wilków w Tatrach bardzo się zmniejszyła. Prócz tego używany jest również do pilnowania zagród i domostw. Zaliczany do psów obronnych.

## Psychika i temperament
Owczarek podhalański jest psem pastersko-stróżującym, charakteryzującym się umiejętnością samodzielnej pracy. Podhalańczyki są czujne i dostatecznie sprowokowane potrafią być zdecydowane i gwałtowne. Łagodne i przyjazne wobec znanych im ludzi i zwierząt, nieufne są w stosunku do obcych, na swoim terytorium nieznane im osoby i zwierzęta traktują za intruzów i zagrożenie, któremu potrafią stawić czoła. Dzięki szczególnym predyspozycjom psychicznym, wysokiej inteligencji i umiejętności nauki przez obserwację, owczarki podhalańskie daje się łatwo szkolić do zadań pastersko – stróżujących. Przymuszane do zachowań sprzecznych z ich naturalnymi zachowaniami, a szczególnie z użyciem krzyku czy przemocy fizycznej, wycofują się z pracy. Żywiołem tej rasy jest praca na otwartej przestrzeni, źle tolerują warunki miejskie. Podhalan jest psem dużym o obfitej sierści i potrafi być głośny. Suki są głośniejsze, bardziej ruchliwe i pobudliwe od psów. Rozdrażniony może stać się bardzo niebezpieczny. Szkolenie owczarka podhalańskiego nie jest łatwe z uwagi na jego upór, siłę i późne dojrzewanie psychiczne około drugiego roku życia.

## Budowa
- Sylwetka – prostokątna; tułów długi, masywny; kłąb wyraźnie zaznaczony; ogon długi i owłosiony, noszony poniżej linii grzbietu; szyja i uda obficie owłosione; kończyny muskularne; głowa mocna, wysoko noszona, oczy i nos ciemne, uszy trójkątne, średnio duże, przylegające.
- Głowa – proporcjonalna, mózgoczaszka z profilu lekko wypukła. Bruzda czołowa płytka, stop wyraźny, ale niezbyt stromo załamany. Kufa mocna, zwężająca się łagodnie, szeroka, tej samej długości lub nieco dłuższa niż mózgoczaszka. Wargi ściśle przylegające, ciemne, zgryz nożycowy, dopuszczalny cęgowy. Wierzchołek nosa czarny.
- Oczy – średniej wielkości, wyraziste, nieco skośnie osadzone, ciemnopiwne. Brzegi powiek ciemne.
- Uszy – osadzone na wysokości zewnętrznego kącika oczu lub nieco wyżej, średniej długości, trójkątne, dosyć grube i mocno owłosione. Przylegają wewnętrzną krawędzią do głowy.
- Tułów – długi i masywny, kłąb wyraźny. Klatka piersiowa głęboka, żebra skośne, nieco płaskie. Grzbiet prosty, szeroki, lędźwie szerokie, dobrze związane, zad lekko spadzisty. Brzuch nieznacznie podciągnięty.
- Kończyny przednie – muskularne, proste, mocne, ale o niezbyt grubej kości. Łopatki skośne, przylegające, śródręcze nieznacznie wysunięte ku przodowi. Łapy duże, zwarte, owalne. Owłosienie między opuszkami.
- Kończyny tylne – proste, umiarkowanie kątowane, nieco odstawione do tyłu, śródstopie ustawione pionowo.
- Ogon – niezbyt wysoko osadzony, noszony poniżej linii grzbietu. W ruchu unoszony ponad tułowiem, ale nie zakręcony. W spoczynku sięga do stawu skokowego, może być lekko zagięty do góry.

Wady dyskwalifikujące
Przodozgryz, tyłozgryz, słabo zaznaczona krawędź czołowa, spiczasty pysk, znaczne braki zębowe, owłosienie kędzierzawe lub jedwabiste, brak podszycia, łaciatość, usposobienie nerwowe, lękliwe lub zdecydowanie napastliwe.
Wady niedyskwalifikujące
Głęboka bruzda czołowa, uszy osadzone wysoko, odchylone do tyłu, oczy niedźwiedzie, jasne, słaba pigmentacja nosa, brzegów warg i powiek, szyja trzymana poziomo, przebudowany zad, brak owłosienia między palcami, kryzy na szyi i frędzli na nogach, wilcze pazury, ogon stale noszony ponad grzbietem.

### Szata i umaszczenie
Szata u tej rasy jest obfita, gęsta, w dotyku twarda, gęsty podszerstek. Na szyi występuje bogata kryza, na udach obfite portki. Ogon jest mocno owłosiony i puszysty. Futro wymieniane jest co rok. Umaszczenie sierści jest czysto białe, wymagany tylko czarny nos i fafle, także muszą być ciemne obwódki oczu.
Szata tej rasy ma właściwości samoczyszczące. Mocno ubrudzony pies nawet substancjami na bazie olejów dość łatwo sam się oczyszcza. Tę cechę podhalańczyki zawdzięczają zawartej w sierści lanolinie, która chroni psy przed wodą, chłodem, insektami i brudem.
Dawniej z sierści owczarków wykonywano przędzę, z której robiono skarpety i swetry.

## Zdrowie
Owczarek podhalański jest rasą podatną na niektóre schorzenia takie jak:
- dysplazja stawów biodrowych;
- dysplazja stawów łokciowych;
- skręt żołądka;
- ektropium/entropim;
- zapalenie ucha;
- alergie, najczęściej pokarmowe.